# Eoplacopsilina
Eoplacopsilina es un género de foraminífero bentónico considerado un sinónimo posterior de Subbdelloidina de la subfamilia Placopsilininae, de la familia Placopsilinidae, de la superfamilia Lituoloidea, del suborden Lituolina y del orden Lituolida. Su especie-tipo era Eoplacopsilina mariei. Su rango cronoestratigráfico abarcaba el Toarciense (Jurásico superior).

## Discusión
Clasificaciones previas incluían Eoplacopsilina en el suborden Textulariina del Orden Textulariida, o en el orden Lituolida sin diferenciar el suborden Lituolina.

## Clasificación
Eoplacopsilina incluía a la siguiente especie:
- Eoplacopsilina mariei †